# Audioslave
Audioslave foi um supergrupo de rock norte-americano formado em 2001, em Los Angeles, na Califórnia. A banda consistiu do ex-integrante do Soundgarden, Chris Cornell, como vocalista e guitarrista, e pelos ex-integrantes do Rage Against the Machine, Tom Morello (guitarra), Tim Commerford (baixo e backing vocal) e Brad Wilk (bateria). Críticos, inicialmente, descreveram o Audioslave como uma "amalgamação" do Rage Against the Machine com o Soundgarden; porém, com o segundo álbum do grupo, Out of Exile, notou-se que eles tinham estabelecido uma identidade separada.
A sonoridade da banda foi criada pela combinação do hard rock dos anos 70 com o rock alternativo dos anos 90; além disso, Morello incorporou os seus reconhecidos solos de guitarra não-convencionais a essa mistura. Assim como no Rage Against the Machine, orgulhava-se do fato de todos os sons do Audioslave terem sido produzidos usando tão somente guitarra, baixo, bateria e vocais.
Após o Audioslave ter lançado três bem-sucedidos álbuns, recebido três indicações ao Grammy e se tornado a primeira banda norte-americana a realizar um show a céu aberto em Cuba, Cornell emitiu um comunicado em fevereiro de 2007, anunciando que estava deixando a banda permanentemente "devido à conflitos de personalidade irredutíveis, assim como diferenças musicais". Enquanto os demais membros estavam concentrados com a reunião do Rage Against the Machine, e Morello e Cornell haviam lançado álbuns solo em 2007, o Audioslave foi oficialmente encerrado.
Em 17 de janeiro de 2017, através da página do Prophets of Rage no Facebook, foi anunciada a reunião do Audioslave. Depois de 10 anos de hiato, a banda se reúne para uma apresentação no Anti-Inaugural Ball, festival que tem como objetivo protestar contra a posse do presidente americano Donald Trump. O suicídio de Cornell descartou qualquer possibilidade de uma nova reunião. O Audioslave vendeu aproximadamente 10 milhões de discos em todo o mundo.

## História

### Formação

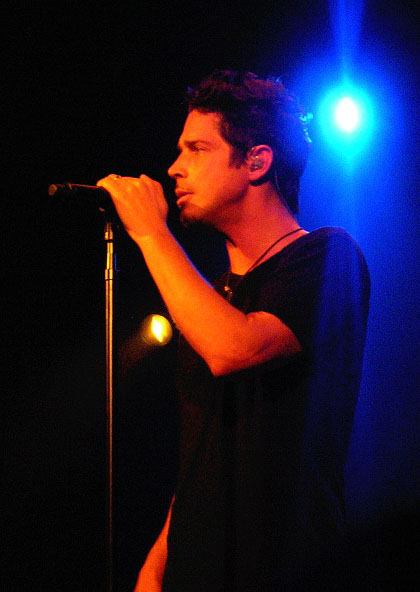
Chris Cornell, frontman do Audioslave, em foto de 2007.

Para se entender a história da formação do Audioslave, é preciso falar de duas bandas de peso no cenário do rock: Soundgarden e Rage Against the Machine. Zack de la Rocha, o vocalista do Rage Against the Machine deixou a banda em outubro de 2000 para seguir carreira solo, ao passo que os três integrantes remanescentes partiam para a busca de um novo vocalista. O futuro do Rage Against the Machine era incerto quando Tom Morello, Tim Commerford e Brad Wilk receberam o vocalista Chris Cornell (ex-Soundgarden) para um ensaio.
Cornell vinha de uma muito bem sucedida carreira no Soundgarden nos anos 1990 e após o fim da banda, já havia lançado um álbum solo, "Euphoria Morning", em 1999. O entrosamento entre os ex-Rage Against the Machine e Chris Cornell superou as expectativas de todos, em pouquíssimo tempo uma banda nova estava surgindo. Os músicos tinham contratos em vigor com duas grandes gravadoras, e rivais. De um lado a Epic/Sony Music do Rage Against the Machine e de outro a A&M/Interscope do grupo Universal, gravadora da extinta Soundgarden e também de Chris Cornell. Através de um acordo raro na indústria fonográfica, que não foi conseguido sem que houvesse muita negociação, foi permitido aos músicos seguir em frente.
Em março de 2002, a nova banda anunciou sua participação no Ozzfest, o maior festival itinerante de rock dos Estados Unidos, promovido pelo veterano Ozzy Osbourne. No entanto, com tudo definido, datas e horários dos shows, Chris Cornell anuncia sua saída da banda. Mas a gravadora Epic continuou anunciando que o disco seria lançado e em pouco tempo Cornell estava de volta, para ficar. No início o projeto foi batizado "Civilian", no entanto já existia uma banda com esse nome e foi preciso procurar outro. Chris Cornell sugeriu Audioslave e todos concordaram. Também já existia um Audioslave. Desta vez um acordo financeiro permitiu que o novo grupo passasse definitivamente a se chamar Audioslave.

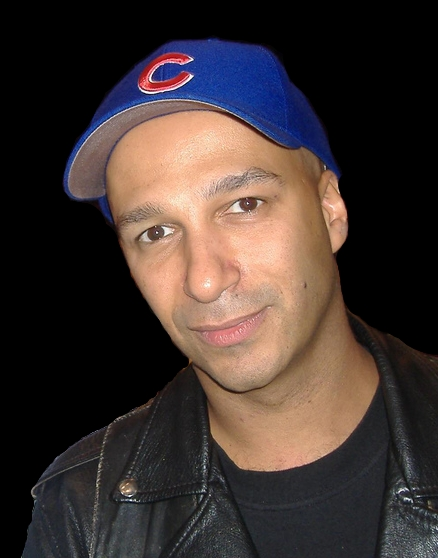
Tom Morello, guitarrista da banda.

### Questionamentos

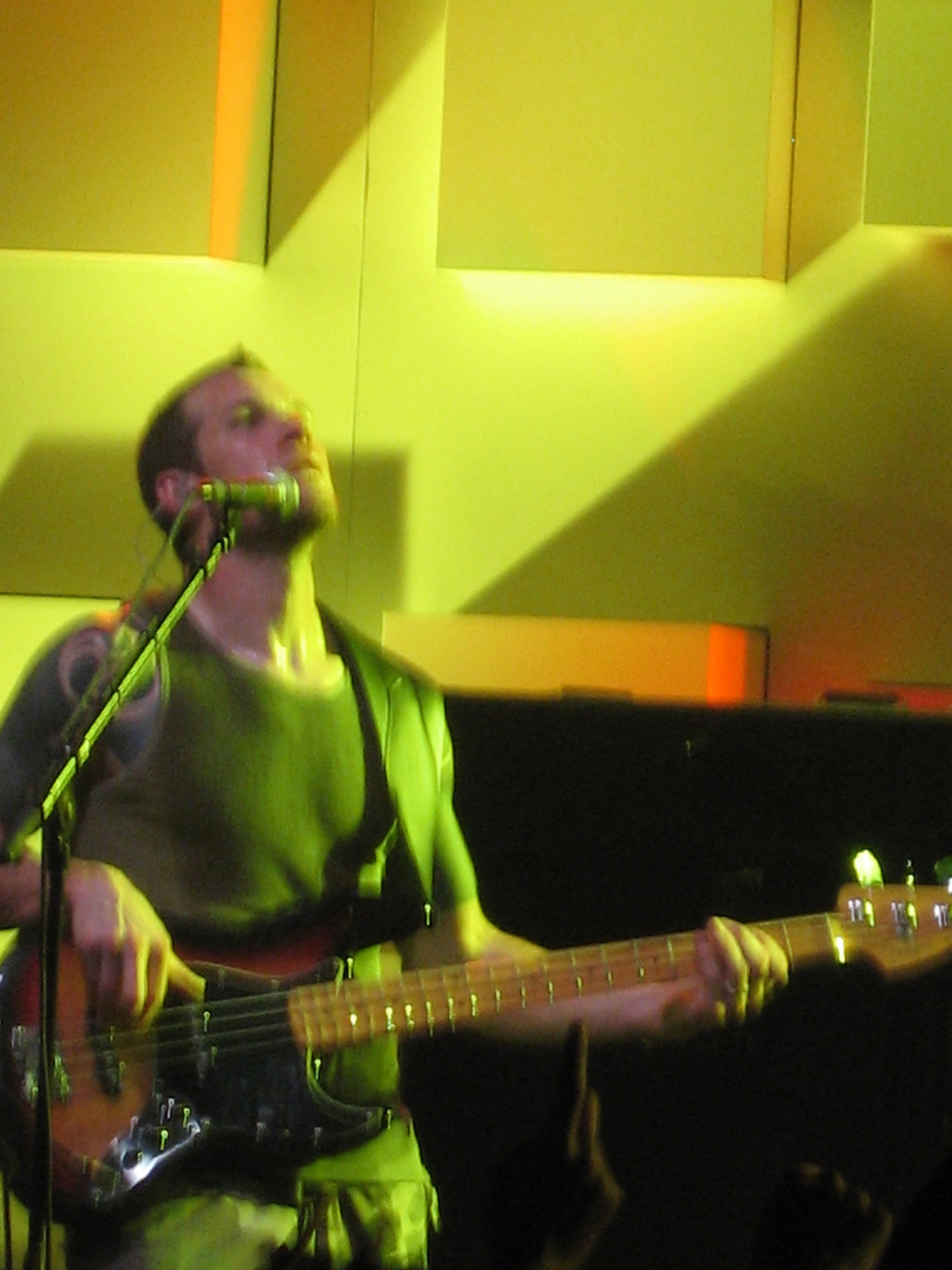
Tim Commerford, baixista da banda, em concerto no Festival de Jazz de Montreal (2005).

Os boatos sobre a nova banda não demoraram a surgir na Internet, o que dividiu tanto os fãs de Soundgarden quanto os fãs de RATM . Do lado do RATM, os fãs lamentavam a perda de identidade do grupo, já que Cornell representa um caminho bem diferente da firmeza política e da influência hip-hop de Zack de la Rocha. Já muitos fãs do Soundgarden repudiavam Cornell justamente por entrar num grupo muito vulgarmente tachado de rap-metal. Se for para tocar rock de peso novamente, então porque o fim do Soundgarden? Mesmo entre aqueles que admiram Chris Cornell e que acompanharam a sua carreira solo, questionavam a coerência do músico, já que a união com o Rage Against the Machine significava um caminho radicalmente oposto ao que pôde ser conferido em Euphoria Morning. Mas, sem dar ouvido a esse tipo de manifestação, o futuro Audioslave permaneceu unido e disposto a provar a todos o quanto ainda é possível ousar e atingir novos horizontes com o novo trabalho.

### Turbulências
Por pouco, o Audioslave não acabou antes mesmo de começar. Além de contar com duas gravadoras, a banda inicialmente contava com dois times de empresários, os "managers". De um lado, a empresa que cuida da carreira de Chris Cornell e de outro a empresa que defendia os interesses do Rage Against the Machine. Com tanta gente dando palpites, não foi muito difícil acontecerem os primeiros conflitos. Em março de 2002, o Audioslave (que ainda sequer tinha definido o nome da banda) anunciou a participação na turnê Ozzfest. Com tudo definido, datas e horários dos shows (o Audioslave seria um headliner, a atração principal), Chris Cornell anuncia que está fora. Tanto da turnê Ozzfest como da banda em si. Foi um novo choque para a base de fãs do Soundgarden/Rage Against the Machine. Mas a gravadora Epic continuou anunciando que o disco seria lançado e em pouco tempo Cornell estava de volta para ficar. E a partir de então, o grupo passou a contar com apenas um manager, da empresa The Firm, de Los Angeles.

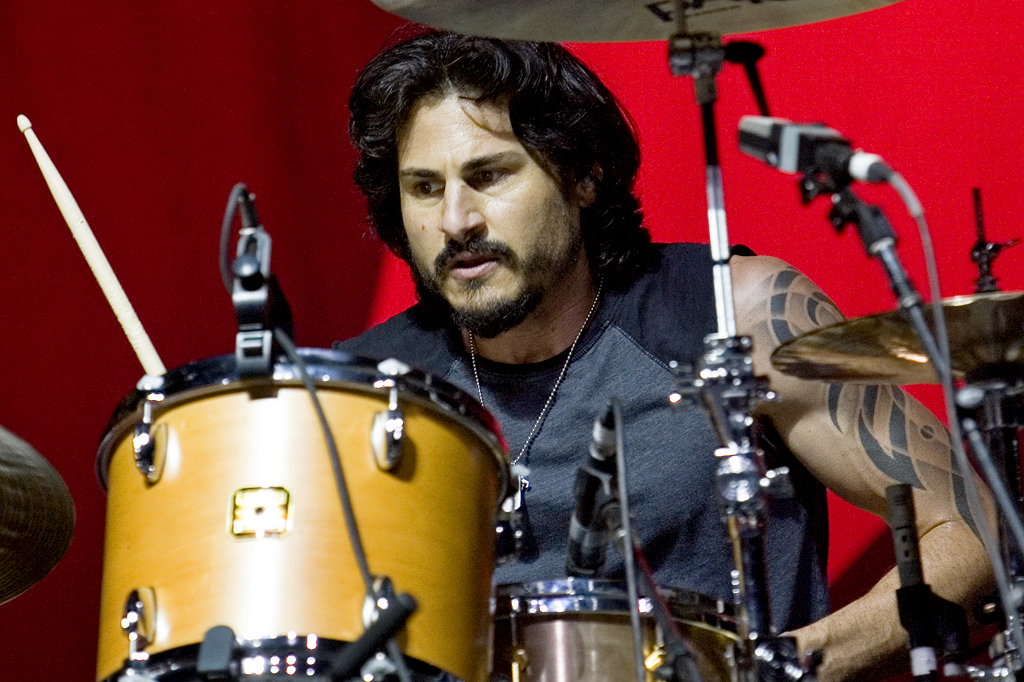
Brad Wilk, baterista da banda.

### Lançamento de álbuns
Durante o processo de transmissão digital de demos gravadas em Los Angeles para Chris Cornell em Seattle (sim, conforme anuncia o site da banda, o Audioslave é uma banda de ponte-aérea, Los Angeles e Seattle), as músicas caíram em mãos erradas. E dali para a internet foi um pulo. Foi então que, por volta de maio, treze canções do Audioslave circulavam livremente pela internet. O que foi um tanto frustrante, conforme Tom Morello:
"Foi uma pena porque a gente gravou 21 músicas, e vazaram cerca de treze, exatamente o número para um álbum. E então foi muito frustrante, porque a gente sabia que aquelas demos tinham tanto em comum com o disco quanto um carvão e um diamante. Três ou quatro vezes por dia, alguém vinha me dizer ‘eu ouvi o seu disco’, e eu respondia ‘não, você não ouviu! Eu juro que você não ouviu!’ e eles tentavam me convencer ‘Ah não cara, eu ouvi seu disco!’."
O disco Audioslave, que efetivamente tem muito pouco da demo que vazou, chegou finalmente as lojas em novembro de 2002 e vem fazendo um moderado sucesso desde então (ganhou disco de ouro pela venda de 500 000 cópias ainda antes do final de 2002). A estréia do Audioslave nos palcos foi no programa Late Show with David Letterman no dia 25 de novembro, ainda em 2002. Depois de mais alguns shows isolados no currículo em dezembro, a banda passa boa parte de 2003 excursionando para divulgar o álbum.
O futuro de um projeto como esse é sempre imprevisível, mas depois de todos os percalços já enfrentados pelo grupo, não é insensato prever uma longa e estável carreira daqui para frente. Ao menos, é o que transparece no entusiasmo das entrevistas. Segundo Tom Morello, o Audioslave compôs mais nos últimos oito meses do que o Rage Against the Machine em oito anos, e a possibilidade de trabalhar com Cornell abriu a possibilidade de trabalhar as melodias nos vocais, um território não explorado durante a carreira do Rage. E acrescenta: "Não é só melodia nos vocais, é o freakin’ Chris Cornell!".

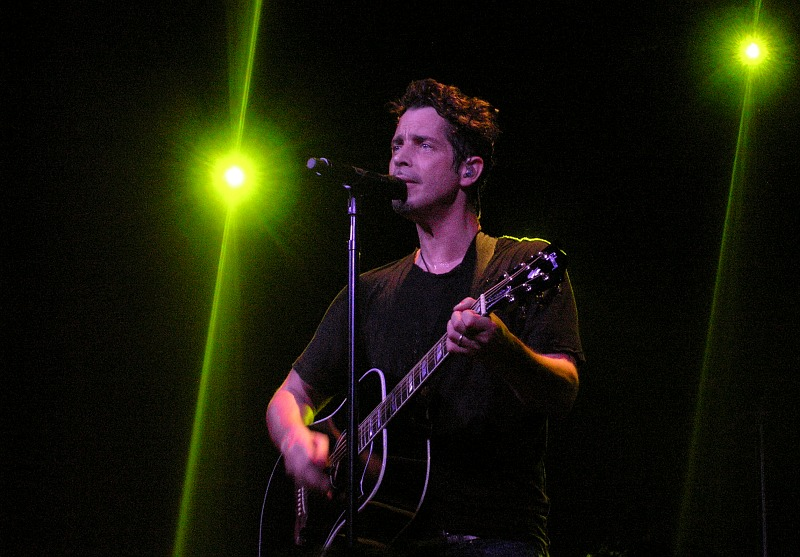
Em 2007, Chris Cornell anunciou sua saída da banda por causa das tradicionais diferenças artísticas. Com a saída do frontman, deu-se o fim da história do Audioslave.

Depois do lançamento do disco debut a banda mostrou que continuava firme e forte no cenário musical e colocou nas lojas o álbum Out of Exile, segundo da carreira. O material mais uma vez contou com a produção de Rick Rubin, que trabalhou ao lado do grupo no disco de estréia, e mostra um Audioslave mais entrosado, conciso, dosando o peso e o potencial pop das músicas, e tem como principais destaques faixas como "The Curse", "Doesn't Remind Me", "Be Yourself" e "Your Time Has Come".
"Out of Exile" obteve grande repercussão nas paradas, conquistando o topo na Billboard e em diversos outros países. Para o lançamento, a banda viajou a Cuba para fazer uma inédita apresentação na ilha de Fidel Castro. O show foi gravado para lançamento em DVD, batizado de Live in Cuba, o material é fruto de um registro de uma apresentação da banda na praça do anti-imperialismo, indo contra a política americana de embargo imposta àquele país em Havana e traz, além de faixas ao vivo, um documentário sobre a passagem do grupo pelo país. Na seqüência, a banda partiu para uma turnê européia, onde a novidade foi a inclusão de clássicos do Soundgarden e Rage Against the Machine no setlist. Antes de excursionar nos Estados Unidos, a banda voltou ao estúdio para trabalhar em novas músicas sem perder o embalo.
Em 2006, foi lançado o terceiro (e último) álbum da banda, Revelations. No ano seguinte, com o anúncio de uma reunião do Rage Against the Machine durante o Festival Coachella de 2007 e com Chris Cornell anunciando sua saída da banda, alegando "diferenças irreconciliáveis", o Audioslave chegou ao seu fim.

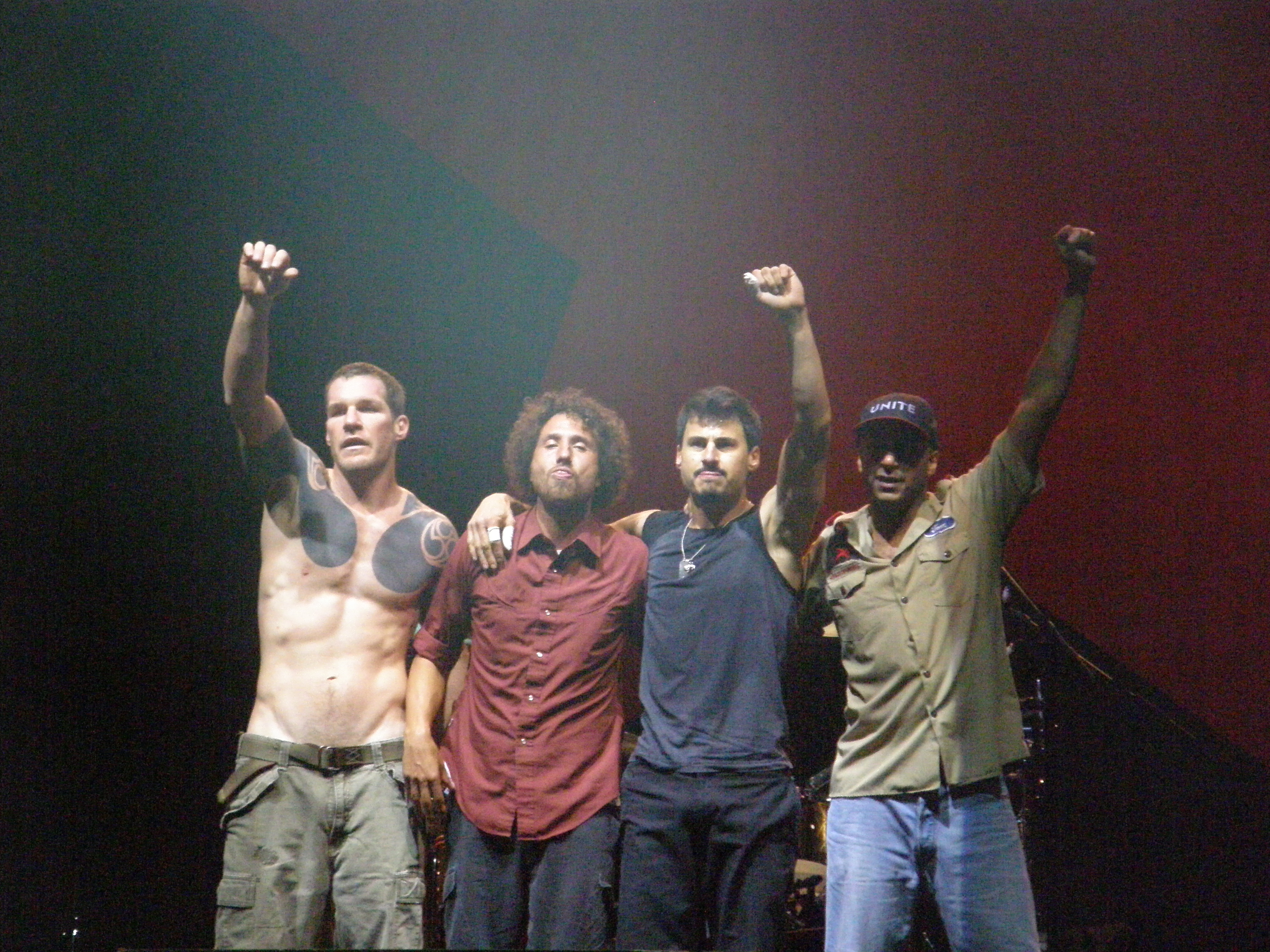
Com a separação da banda, houve a reunião do Rage Against The Machine. Na foto, os integrantes: Tim Commerford, Zack de la Rocha, Brad Wilk e Tom Morello (da esquerda para a direita).

### Projetos solo
Foi anunciado no ano de 2007 que Chris Cornell não era mais o vocalista do Audioslave. Ele anunciou que estava deixando a banda por causa das tradicionais diferenças artísticas, e um pouco de divergência pessoal. "Devido a conflitos de personalidade que não podem ser resolvidos, assim como diferenças musicais, estou deixando permanentemente a banda Audioslave. Desejo aos outros três membros nada além do melhor em seus futuros empreendimentos", dizia o comunicado de Cornell.
O Audioslave foi formado em 2001 por Cornell, do Soundgarden, e três ex-integrantes do Rage Against the Machine, Tom Morello, Tim Commerford e Brad Wilk. O álbum Revelations, último da banda antes da separação, foi lançado em setembro de 2006, mas o Audioslave não entrou em turnê, um dos motivos teria sido o segundo trabalho solo do vocalista, que estava sendo produzido.
Cornell lançou no mesmo ano a música "You Know My Name", tema de 007: Cassino Royale. O álbum Carry On chegou às lojas americanas em julho.
Enquanto isso, o Rage Against the Machine anunciava um show de reunião no festival de Coachella de 2007, que aconteceu em abril deste ano. O guitarrista Tom Morello garantiu que a reunião iria durar apenas durante o evento, e que na ocasião também estava trabalhando em seu próprio álbum.

### Reunião e a morte de Chris Cornell
Em 17 de janeiro de 2017, foi anunciado que o Audioslave se reuniria para seu primeiro show em 12 anos no Baile Anti-Inaugural do Prophets of Rage, protestando contra a posse do presidente Donald Trump. O evento ocorreu em 20 de janeiro de 2017.
Questionado em fevereiro de 2017 se haveria mais shows de reunião do Audioslave no futuro, Cornell respondeu: "É sempre uma possibilidade. Quer dizer, já falamos sobre isso há pelo menos três ou quatro anos. Estávamos conversando sobre escolher datas, e acabou não dando certo porque todo mundo está muito ocupado. Eles têm outra banda de novo, todos eles têm bandas separadas que eles próprios fizeram, eu tenho o Soundgarden e uma carreira solo que está tomando muito tempo, e eu acabei de fazer o Temple of the Dog. Então, é realmente tão simples quanto acabamos tendo uma janela de tempo onde é confortável para todos e queremos fazer isso, porque eu definitivamente sinto que todos estão dispostos a isso."
No entanto, em 18 de maio de 2017, três meses após fazer essa declaração, Chris Cornell foi encontrado morto em seu quarto de hotel em Detroit, encerrando a possibilidade de quaisquer reuniões futuras do Audioslave com seu vocalista original.

## Integrantes
- Chris Cornell – vocais, guitarra rítmica (2001–2007, 2017; sua morte)
- Tom Morello – guitarra solo (2001–2007, 2017)
- Tim Commerford – baixo, backing vocals (2001–2007, 2017)
- Brad Wilk – bateria (2001–2007, 2017)

## Discografia

### Álbuns de estúdio
- 2002 - Audioslave
- 2005 - Out of Exile
- 2006 - Revelations

### Demos
- 2001 - Civilian Demo

### Singles
| Ano  | Música                | U.S. Hot 100 | U.S. Modern Rock | U.S. Mainstream Rock | U.S. Pop 100 | UK Singles Chart | Hot Digital Songs | Álbum        |
| ---- | --------------------- | ------------ | ---------------- | -------------------- | ------------ | ---------------- | ----------------- | ------------ |
| 2002 | "Cochise"             | 69           | 9                | 2                    | -            | 24               | -                 | Audioslave   |
| 2003 | "Like a Stone"        | 31           | 1                | 1                    | -            | -                | -                 | Audioslave   |
| 2003 | "Show Me How to Live" | 67           | 4                | 2                    | -            | -                | -                 | Audioslave   |
| 2004 | "I Am the Highway"    | 66           | 3                | 2                    | -            | -                | -                 | Audioslave   |
| 2004 | "What You Are"        | -            | 17               | 8                    | -            | -                | -                 | Audioslave   |
| 2005 | "Be Yourself"         | 32           | 1                | 1                    | 33           | 40               | 13                | Out of Exile |
| 2005 | "Your Time Has Come"  | -            | 12               | 12                   | 93           | -                | -                 | Out of Exile |
| 2005 | "Doesn't Remind Me"   | 68           | 3                | 2                    | 75           | 93               | 66                | Out of Exile |
| 2006 | "Out of Exile"        | -            | 14               | 9                    | -            | -                | -                 | Out of Exile |
| 2006 | "Original Fire"       | 79           | 3                | 4                    | -            | 92               | -                 | Revelations  |
| 2006 | "Revelations"         | -            | 38               | 6                    | -            | -                | -                 | Revelations  |

## Videografia

### DVD
- 2003 - Audioslave
- 2005 - Live in Cuba

### Vídeos musicais
- 2002: "Cochise"
- 2003: "Like a Stone"
- 2003: "Show Me How To Live"
- 2005: "Be Yourself"
- 2005: "Your Time Has Come"
- 2005: "Doesn't Remind Me"
- 2006: "Original Fire"
- 2006: "Revelations"
- 2007: "Until We Fall" - (exclusivo do fã clube)